# لوح سرنوشت‌ها
در افسانه‌های باستان میان‌رودان، لوح سرنوشت‌ها (سومری: 𒁾𒉆𒋻𒊏  ; اکدی: ṭup šīmātu, ṭuppi šīmāti) یک لوح رسی منقوش به خط میخی، همچنین دارای مهرهای استوانه‌ای است، که به عنوان یک سند قانونی همیشگی، به خدای انلیل قدرت والاترین یعنی فرمانروایی جهان را اعطا می‌کند.

## دیگر اشاره‌ها
در شعر سومری نینورتا و لاک پشت این خدای انکی و نه انلیل است که این لوح را در دست دارد، چراکه انکی آن را دزدیده و به آبزو آورده‌است. هم این شعر و هم شعر اکدی انزو به دزدیدن لوح توسط پرنده ایمدوگود (سومری) یا آنزو (اکدی) اشاره دارند. در افسانه بابلی انوما الیش، تیاماتلوح را به کینگو می‌دهد و او را فرمانروای ارتشش می‌سازد. در پایان، لوح برای همیشه به انلیل پس داده می‌شود.